# Muzej
Muzéj je ustanova, katere glavna naloga je dokumentiranje, vrednotenje, interpretiranje in raziskovanje, ohranjanje ter preprečevanje škodljivih vplivov, izvajanje konservatorsko-restavratorskih postopkov, upravljanje, omogočanje dostopa in predstavljanje javnosti predmetov premične kulturne dediščine. Muzeji torej predmete zbirajo, urejajo, hranijo in strokovno obdelujejo z namenom, da jih proučijo, raztolmačijo, povežejo s sodobnostjo in razstavijo. Bistvo sodobnega muzeja je v tem, da razstavljene predmete čim bolj približa obiskovalcem.
Ime muzej izvira iz klasične grščine mouseion - 'sedež' in 'svetišče muz'.
Muzej lahko ustanovi vsak, bistveno je, da zagotovi osnovne pogoje za delovanje ustanove, osebje, prostore in dolgoročno financiranje. Muzeje tako ustanavljajo države, pokrajine, občine, mesta, podjetja, društva in zasebniki.

## Etimologija
Beseda muzej izvira iz starogrške besede Μουσεῖον (mouseion), ki označuje kraj ali tempelj, posvečen muzam (zavetniškim božanstvom v grški mitologiji umetnosti), in je bila zato stavba, namenjena študiju in umetnosti, zlasti Musaeum (inštitut) za filozofijo in raziskovanje v Aleksandriji, zgrajen pod Ptolemajem I. Soterjem okoli 280 pr. n. št.

## Namen
Namen sodobnih muzejev je zbiranje, ohranjanje, interpretacija in razstavljanje predmetov umetniškega, kulturnega ali znanstvenega pomena za preučevanje in izobraževanje javnosti. Za mestne voditelje lahko dejavno muzejsko skupnost razumejo kot merilo kulturnega ali gospodarskega zdravja mesta in način za povečanje prefinjenosti njegovih prebivalcev. Za muzejske strokovnjake bi lahko muzej razumeli kot način za izobraževanje javnosti o poslanstvu muzeja, kot so državljanske pravice ali okoljevarstvo. Muzeji so predvsem skladišča znanja. Leta 1829 je James Smithson v zapuščini, ki financira Smithsonian Institution, izjavil, da želi ustanoviti institucijo »za povečanje in širjenje znanja«.
Naravoslovni muzeji v poznem 19. stoletju so ponazarjali znanstveno željo po klasifikaciji življenja in interpretacijah sveta. Namen je bil zbrati vse primere za vsako področje znanja za raziskavo in prikaz. Do zadnje četrtine 19. stoletja so se znanstvene raziskave na univerzah preusmerile k biološkim raziskavam na celični ravni, vrhunske raziskave pa so se preselile iz muzejev v univerzitetne laboratorije. Medtem ko so številni veliki muzeji še vedno spoštovani kot raziskovalni centri, raziskave niso več glavni namen večine muzejev. Medtem ko poteka razprava o namenu interpretacije muzejske zbirke, obstaja dosledna misija varovanja in ohranjanja kulturnih artefaktov za prihodnje generacije. Veliko skrbi, strokovnega znanja in stroškov je vloženih v prizadevanja za ohranjanje, da bi upočasnili razgradnjo starajočih se dokumentov, artefaktov, umetniških del in stavb. Vsi muzeji prikazujejo predmete, ki so pomembni za kulturo. Kot je zapisal zgodovinar Steven Conn: »Videti stvar samo na lastne oči in na javnem mestu, obkrožena z drugimi ljudmi, ki imajo neko različico iste izkušnje, je lahko očarljivo.«
Nameni muzejev se od ustanove do ustanove razlikujejo. Nekateri dajejo prednost izobraževanju pred ohranjanjem ali obratno. Nekateri muzeji želijo doseči široko občinstvo, kot je nacionalni ali državni muzej, drugi pa imajo specifično občinstvo, kot so lokalne zgodovinske organizacije. Na splošno muzeji zbirajo pomembne predmete, ki so v skladu z njihovim poslanstvom za ohranjanje in razstavljanje. Muzeji poleg vprašanj provenience in konservacije upoštevajo nekdanjo rabo in status predmeta. Z verskimi ali svetimi predmeti se na primer ravna v skladu s kulturnimi pravili.
Čeprav večina muzejev ne dovoljuje fizičnega stika s povezanimi artefakti, obstajajo nekateri, ki so interaktivni in spodbujajo bolj praktičen pristop. Leta 2009 je palača Hampton Court, palača Henrika VIII., v Angliji odprla sobo sveta za širšo javnost, da bi ustvarila interaktivno okolje za obiskovalce. Namesto da bi obiskovalcem omogočil rokovanje s 500 let starimi predmeti, je muzej ustvaril replike. Dnevne dejavnosti, zgodovinska oblačila in celo temperaturne spremembe potopijo obiskovalca v vtis, kakšno je bilo Tudorsko življenje.

## Definicija
Večje strokovne organizacije z vsega sveta ponujajo nekaj definicij o tem, kaj je muzej in njegov namen. Skupne teme v vseh definicijah so javno dobro ter skrb, ohranjanje in interpretacija zbirk.
Trenutna definicija muzeja Mednarodnega muzejskega sveta (sprejeta leta 2022): »Muzej je neprofitna stalna ustanova v službi družbe, ki raziskuje, zbira, hrani, interpretira in razstavlja materialno in nematerialno dediščino. Muzeji, odprti za javnost, dostopni in vključujoči, spodbujajo raznolikost in trajnost. Delujejo in komunicirajo etično, profesionalno in s sodelovanjem skupnosti ter ponujajo raznolike izkušnje za izobraževanje, užitek, razmišljanje in izmenjavo znanja."

## Zgodovina muzejev

### Antika
Zgodnji muzeji so se začeli kot zasebne zbirke bogatih posameznikov, družin ali umetniških ustanov ter redkih ali radovednih naravnih predmetov in artefaktov. Ti so bili pogosto razstavljeni v tako imenovanih sobah za čudeže ali omarah radovednežev. Eden najstarejših muzejev, ki jih poznamo, je muzej Ennigaldi-Nanna, ki ga je zgradila princesa Ennigaldi na koncu novobabilonskega cesarstva. Muzej sega v okoli 530 pred našim štetjem in je vseboval artefakte iz prejšnjih mezopotamskih civilizacij. Zlasti je bila na tem mestu najdena glinena tablica, napisana v treh jezikih, ki navaja zgodovino in odkritje muzejskega predmeta.
Stari Grki in Rimljani so zbirali in razstavljali umetnost in predmete, vendar so muzeje dojemali drugače kot sodobni pogledi. V klasičnem obdobju so bili muzeji templji in njihova območja, v katerih so bile zbirke votivnih darov. Slike in kipi so bili razstavljeni v vrtovih, forumih, gledališčih in kopališčih. V starodavni preteklosti ni bilo veliko razlik med knjižnicami in muzeji, saj so oboji zasedali stavbo in so bili pogosto povezani s templjem ali kraljevo palačo. Aleksandrijski muzej velja za enega najzgodnejših muzejev na svetu. Čeprav je bil povezan z Aleksandrijsko knjižnico, ni jasno, ali je bil muzej v drugi stavbi kot knjižnica ali je bil del knjižničnega kompleksa. Medtem ko je bilo o muzeju malo znanega, je bil navdih za muzeje v obdobju zgodnje renesanse. Kraljeve palače so delovale tudi kot nekakšen muzej, opremljen z umetnostjo in predmeti z osvojenih ozemelj ter darili veleposlanikov iz drugih kraljestev, kar je vladarju omogočalo, da je zbrane zbirke razkazoval gostom in gostujočim dostojanstvenikom.
Tudi v Aleksandriji iz časa Ptolemaja II. Filadelfa (vladal 285-246 pr. n. št.) je bil prvi živalski park. Najprej jih je Filadelf uporabljal pri poskusu udomačitve afriških slonov za uporabo v vojni, slone pa so uporabljali tudi za predstave skupaj z zverinjakom drugih živalskih primerkov, vključno z gnuji, noji, zebrami, leopardi, žirafami, nosorogi in pitoni.

### Zgodnji muzeji
Zgodnji muzeji so se začeli kot zasebne zbirke bogatih posameznikov, družin ali umetniških ustanov ter redkih ali nenavadnih naravnih predmetov in artefaktov. Te so bile pogosto razstavljene v tako imenovanih 'čudežnih sobah' ali omarah zanimivosti. Ti sodobni muzeji so se najprej pojavili v zahodni Evropi, nato pa so se razširili v druge dele sveta.
Javni dostop do teh muzejev je bil pogosto mogoč za 'ugledne', zlasti do zasebnih umetniških zbirk, vendar po želji lastnika in njegovega osebja. Eden od načinov, da so elitni moški v tem obdobju pridobili višji družbeni status v svetu elit, je bil, da so postali zbiratelji teh redkih predmetov in jih prikazovali. Številni predmeti v teh zbirkah so bili nova odkritja in ti zbiratelji ali naravoslovci, saj so se mnogi od teh ljudi zanimali za naravoslovne vede, so jih radi pridobili. S postavitvijo svojih zbirk v muzej in na ogled niso samo pokazali svojih fantastičnih najdb, ampak so muzej uporabili tudi kot način za razvrščanje in »upravljanje empiričnega gradiva, razširjanje starodavnih besedil, povečanje potovanj, potovanja zaradi odkritij in nastale so bolj sistematične oblike komunikacije in izmenjave«.
Eden od teh naravoslovcev in zbirateljev je bil Ulisse Aldrovandi, čigar zbirateljska politika zbiranja čim več predmetov in dejstev o njih je bila 'enciklopedične' narave, kar je spominjalo na tisto Plinija, rimskega filozofa in naravoslovca. Ideja je bila porabiti in zbrati čim več znanja, da bi vse, kar so zbrali in vedeli, dali v te prikaze. Sčasoma pa bi se muzejska filozofija spremenila in enciklopedična narava informacij, v kateri so tako uživali Aldrovandi in njegovi somišljeniki, bi bila opuščena, prav tako »muzeji, ki so vsebovali to znanje«, bi bili opuščeni. Učenjaki iz 18. stoletja v dobi razsvetljenstva so svoje zamisli o muzeju videli kot boljše in so svoje naravoslovne muzeje utemeljili na »organizaciji in taksonomiji«, namesto da bi prikazali vse v poljubnem vrstnem redu po Aldrovandijevem slogu.
Prvi »javni« muzeji so bili pogosto dostopni le srednjemu in višjemu sloju. Lahko bi bilo težko dobiti vstop. Ko so leta 1759 Britanski muzej odprli za javnost, je obstajala skrb, da bi velike množice lahko poškodovale artefakte. Bodoči obiskovalci Britanskega muzeja so morali pisno zaprositi za sprejem, manjšim skupinam pa so vsak dan dovolili vstop v galerije. Britanski muzej je v 19. stoletju postajal vse bolj priljubljen med vsemi starostnimi skupinami in družbenimi sloji, ki so obiskovali Britanski muzej, zlasti ob praznikih.
Ashmolov muzej, ustanovljen leta 1677 iz osebne zbirke Eliasa Ashmola, je bil ustanovljen na Univerzi v Oxfordu, da bi bil odprt za javnost, in ga nekateri štejejo za prvi sodoben javni muzej. Zbirka je vključevala zbirko Eliasa Ashmola, ki jo je zbral sam, vključno s predmeti, ki jih je pridobil od vrtnarjev, popotnikov in zbirateljev Johna Tradescanta starejšega in njegovega sina z istim imenom. Zbirka je vključevala starinske kovance, knjige, gravure, geološke vzorce in zoološke primerke – eden izmed njih je bilo nagačeno truplo zadnjega dodoja, ki so ga kdaj videli v Evropi; toda leta 1755 so nagačenega dodoja tako pojedli molji, da so ga uničili, razen glave in enega kremplja. Muzej so odprli 24. maja 1683, prvi skrbnik pa je bil naravoslovec Robert Plot. Prvo stavbo, ki je postala znana kot Old Ashmolean, včasih pripisujejo siru Christopherju Wrenu ali Thomasu Woodu.
V Franciji je bil prvi javni muzej Louvre v Parizu, odprt leta 1793 med francosko revolucijo, ki je prvič omogočil brezplačen dostop do nekdanjih francoskih kraljevih zbirk za ljudi vseh stanov in statusov. Čudoviti umetniški zakladi, ki jih je skozi stoletja zbirala francoska monarhija, so bili javnosti dostopni tri dni v vsakem décade (10-dnevna enota, ki je nadomestila teden v francoskem republikanskem koledarju). Conservatoire du muséum national des Arts (konservatorij Nacionalnega muzeja umetnosti) je bil zadolžen za organizacijo Louvra kot nacionalnega javnega muzeja in osrednjega dela načrtovanega nacionalnega muzejskega sistema. Ko je Napoleon I. osvajal velika evropska mesta in sproti plenil umetnine, so se zbirke povečevale in organizacijska naloga je postajala vse bolj zapletena. Potem ko je bil Napoleon leta 1815 poražen, so bili številni zakladi, ki si jih je nabral, postopoma vrnjeni lastnikom (mnogi pa tudi ne). Njegov načrt ni bil nikoli v celoti uresničen, vendar je imel njegov koncept muzeja kot povzročitelja nacionalistične gorečnosti velik vpliv po vsej Evropi.
Kitajski in japonski obiskovalci Evrope so bili navdušeni nad muzeji, ki so jih tam videli, vendar so imeli kulturne težave pri dojemanju njihovega namena in iskanju enakovrednega kitajskega ali japonskega izraza zanje. Kitajski obiskovalci v zgodnjem 19. stoletju so te muzeje poimenovali glede na to, kar so vsebovali, torej so jih definirali kot »stavbe, v katerih se kopičijo kosti«, ali »dvorišča zakladov«, ali »paviljoni za slikanje« ali »trgovine z zanimivostmi« ali »dvorane vojaških podvigov« ali »vrtovi vsega«. Japonska se je prvič srečala z zahodnimi muzejskimi ustanovami, ko je sodelovala na evropskih svetovnih sejmih v 1860-ih. Britanski muzej je eden od njihovih delegatov opisal kot 'hakubutsukan' ('hišo obsežnih stvari') – to je sčasoma postalo sprejeto kot enakovredna beseda za 'muzej' na Japonskem in Kitajskem.

### Sodobnost
Ameriški muzeji so se sčasoma pridružili evropskim muzejem kot vodilni svetovni centri za produkcijo novega znanja na svojih interesnih področjih. Obdobje intenzivne gradnje muzejev, tako v intelektualnem kot fizičnem smislu, se je uresničilo v poznem 19. in zgodnjem 20. stoletju (to se pogosto imenuje "muzejsko obdobje" ali "muzejska doba"). Medtem ko so bili številni ameriški muzeji, tako naravoslovni muzeji kot muzeji umetnosti, ustanovljeni z namenom, da se osredotočijo na znanstvena odkritja in umetniški razvoj v Severni Ameriki, so se mnogi odločili, da bi na določene načine posnemali svoje evropske kolege (vključno z razvojem klasičnih zbirk iz stari Egipt, Grčija, Mezopotamija in Rim). Na podlagi koncepta liberalne vlade Michela Foucaulta je Tony Bennett predlagal, da je razvoj modernejših muzejev iz 19. stoletja del novih strategij zahodnih vlad za ustvarjanje državljanstva, ki namesto da bi ga usmerjale prisilne ali zunanje sile, spremlja in ureja svoje lastno ravnanje. Da bi v to strategijo vključili množice, so zasebni prostori muzejev, ki so bili prej omejeni in družbeno izključujoči, postali javni. Kot taki so predmeti in artefakti, zlasti tisti, povezani z visoko kulturo, postali instrumenti za te »nove naloge družbenega upravljanja«. Univerze so postale glavna središča za inovativne raziskave v Združenih državah veliko pred začetkom druge svetovne vojne. Kljub temu muzeji še danes prispevajo nova znanja na svoja področja in še naprej gradijo zbirke, ki so uporabne tako za raziskovanje kot za razstavljanje.
Konec 20. stoletja je bil priča intenzivni razpravi o repatriaciji verskih, etničnih in kulturnih artefaktov, shranjenih v muzejskih zbirkah. V Združenih državah je več indijanskih plemen in zagovorniških skupin močno lobiralo za repatriacijo svetih predmetov in ponovni pokop človeških ostankov. Leta 1990 je kongres sprejel Zakon o zaščiti in vračanju grobov staroselcev (NAGPRA), ki je od zveznih agencij in zvezno financiranih institucij zahteval repatriacijo indijanskih »kulturnih predmetov« kulturno povezanim plemenom in skupinam. Podobno številne evropske muzejske zbirke pogosto vsebujejo predmete in kulturne artefakte, pridobljene z imperializmom in kolonizacijo. Nekateri zgodovinarji in učenjaki so kritizirali Britanski muzej zaradi njegove posesti redkih starin iz Egipta, Grčije in Bližnjega vzhoda.

## Tipi muzejev
Dokončnega standarda glede določenih vrst muzejev ni. Poleg tega je muzejska pokrajina postala tako raznolika, da uporaba tradicionalnih kategorij morda ne bo zadostovala za popolno razumevanje velike raznolikosti, ki obstaja po vsem svetu. Vendar pa je morda koristno kategorizirati muzeje na različne načine v več perspektivah.
Muzeji se lahko razlikujejo glede na velikost, od velikih institucij, ki zajemajo številne kategorije, do zelo majhnih institucij, ki se osredotočajo na določene teme, kot so določena lokacija, opazna oseba ali določeno časovno obdobje. Muzeje lahko razvrstimo tudi v večje skupine glede na vrsto zbirk, ki jih prikazujejo, in vključujejo: likovno umetnost, uporabno umetnost, obrt, arheologijo, antropologijo in etnologijo, biografijo, zgodovino, kulturno zgodovino, znanost, tehnologijo, otroške muzeje, naravoslovje, botanični in zoološki vrtovi. V teh kategorijah se mnogi muzeji še bolj specializirajo, npr. muzeji moderne umetnosti, ljudske umetnosti, krajevne zgodovine, vojaške zgodovine, letalske zgodovine, filatelije, kmetijstva ali geologije. Druga vrsta muzeja je enciklopedični muzej. Enciklopedični muzeji so po navadi imenovani univerzalni muzej in imajo zbirke, ki so reprezentativne za svet in običajno vključujejo umetnost, znanost, zgodovino in kulturno zgodovino. Velikost muzejske zbirke običajno določa velikost muzeja, medtem ko njegova zbirka odraža vrsto muzeja. Mnogi muzeji običajno prikazujejo stalno zbirko pomembnih izbranih predmetov na svojem območju specializacije in lahko občasno prikazujejo posebne zbirke.
Včasih je koristno razlikovati med diahronskimi in sinhronskimi muzeji. Po mnenju profesorja z univerze na Floridi Eric Kilgermana: »Medtem ko je muzej, v katerem se posamezna pripoved odvija v svojih dvoranah, diahronski, se tisti muzeji, ki omejujejo njihov prostor na eno samo izkušnjo, imenujejo sinhronski.«
Muzeje lahko razvrstimo tudi v večje skupine glede na vrsto zbirk, ki jih prikazujejo, in vključujejo: likovno umetnost, uporabno umetnost, obrt, arheologijo, antropologijo in etnologijo, biografijo, zgodovino, kulturno zgodovino, znanost, tehnologijo, otroške muzeje, naravoslovje, botanični in živalski vrtovi. Znotraj teh kategorij se številni muzeji dodatno specializirajo, npr. muzeji sodobne umetnosti, ljudske umetnosti, lokalne zgodovine, vojaške zgodovine, zgodovine letalstva, filatelije, kmetijstva ali geologije. Velikost muzejske zbirke običajno določa velikost muzeja, medtem ko njegova zbirka odraža vrsto muzeja. Številni muzeji običajno prikazujejo "stalno zbirko" pomembnih izbranih predmetov na svojem področju specializacije in lahko občasno prikazujejo "posebne zbirke" na začasni osnovi.

### Glavne vrste
Sledi seznam za predstavo o glavnih vrstah muzejev. Čeprav je seznam obsežen, ni dokončen.
- Kmetijski muzej
- Arhitekturni muzej
- Arheološki muzej
- Umetnostni muzej
- Muzej oblikovanja
- Biografski muzej
- Otroški muzej
- Skupnostni muzej
- Enciklopedični muzej
- Ljudski muzej
- Zgodovinski hišni muzej
- Zgodovinsko mesto
- Živi muzej
- Lokalni muzej
- Pomorski muzej
- Medicinski muzej
- Spominski muzej
- Naravoslovni muzej
- Muzej na prostem
- Muzej znanosti
- Virtualni muzej

Glede na območje delovanja muzeje delimo na:
- narodni muzej,
- pokrajinski muzej,
- mestni muzeji,
- vaški muzeji.

## Nekateri zgodnji muzeji
Medtem ko so se nekateri najstarejši javni muzeji na svetu v renesansi odprli v Italiji, se je večina teh pomembnih muzejev na svetu odprla v 18. stoletju:
- Kapitolski muzeji, najstarejša javna umetniška zbirka na svetu, se je začela leta 1471, ko je papež Sikst IV. prebivalcem Rima podaril skupino pomembnih starodavnih skulptur.
- Vatikanski muzeji, drugi najstarejši muzej na svetu, izvirajo iz javno razstavljene kiparske zbirke, ki jo je leta 1506 začel papež Julij II.
- Grad Ambras (Schloss Ambras Innsbruck), Avstrija, ni najstarejša umetniška zbirka, vendar je najstarejša zbirka, ki jo je še mogoče najti v tisti zgradbi, ki je bila ustvarjena posebej za njen muzejski namen (1572–1583, dopolnilo 1589): Grad Ambras je najstarejši muzej na svetu v več pogledih: najstarejši par originalne zgradbe in začetne zbirke; najstarejša ohranjena zbirka v zgodovini muzeja po sistematičnem konceptu; ima poleg orožarne - edino renesančno Kunstkammer, ki se je ohranila na prvotni lokaciji. Verjetno je bil imenovan "muzej" že okoli leta 1580
- Royal Armories v Tower of London je najstarejši muzej v Združenem kraljestvu. Za javnost se je odprl leta 1660, čeprav so leta 1592 občasno prikazovali privilegiranim obiskovalcem ogled orožarne. Muzej ima danes tri lokacije, vključno z novim sedežem v Leedsu.[28]
- Muzej Kircherianum je odprl okoli leta 1660 jezuit Athanasius Kircher v Rimskem kolidžu, kjer je bilo razstavljenih več njegovih avtomatov in očal, na primer njegova znamenita sončna ura.
- Rumphius je leta 1662 zgradil botanični muzej v Ambonu, s čimer je postal najstarejši zabeleženi muzej v Indoneziji. Od njega no ostalo nič, razen knjig, ki jih je napisal sam in ki so zdaj v knjižnici Narodnega muzeja. Naslednik je bilo Društvo za umetnost in znanost Batavia, ustanovljeno 24. aprila 1778. Zgradilo je muzej in knjižnico, igralo pomembno vlogo pri raziskovanju in zbralo veliko gradiva o naravni zgodovini in kulturi Indonezije.[29]
- Amerbach Cabinet, prvotno zasebna zbirka, je leta 1661 kupila univerza in mesto Basel, leta 1671 pa je bil odprt za javnost.
- Musée des Beaux-Arts et d'archéologie v Besançonu je bil ustanovljen leta 1694, potem ko je opat Jean-Baptiste Boisot dal osebno zbirko benediktincem v mestu, da bi vsak dan dva tedna ustvarjali muzej, odprt za javnost.[30]
- Kunstkamera v Sankt Peterburgu je bila ustanovljena leta 1717 v dvorani Kikin in je bila uradno odprta za javnost leta 1727 v stavbi stare akademije znanosti v Sankt Peterburgu
- Britanski muzej v Londonu, ustanovljen je bil leta 1753 in odprt za javnost leta 1759. [22] Osebna zbirka sira Hansa Sloana je bila prvi temelj zbirke Britanskega muzeja.
- Galerija Uffizi v Firencah, to umetniško zbirko je v 15. stoletju začel Cosimo I. Medičejski, ki so jo razširili njegovi potomci, leta 1743 pa je ljudem Toskane in vsem narodom zavestno dodal zadnji dedič Medičejcev. Palačo Uffizi (zgrajena 1560-1581) je zasnoval renesančni slikar in arhitekt Giorgio Vasari. Zgornja nadstropja so bila spremenjena v galerijski prostor, odprta za obiskovalce na zahtevo, nato pa jih je kot muzej leta 1769 odprl veliki vojvoda Peter Leopold.[31][32]
- Muzej zgodovine Rige in plovbe je najstarejši v Latviji in na celotnem Baltiku ter eden najstarejših v Evropi. Leta 1773 ga je ustanovil in javnosti odprl riški mestni svet kot muzej Himsel. Bogata in raznolika zbirka muzeja izvira iz umetnostne in naravoslovne zbirke Nikolaja von Himsela (1729–1764), riškega zdravnika. Danes zbirke Muzeja zgodovine Rige in plovbe štejejo več kot 500 000 predmetov, sistematiziranih v približno 80 zbirkah.
- Ermitaž je leta 1764 ustanovila Katarina Velika in je bil odprt za javnost od leta 1852.
- Muzej Prado v Madridu je leta 1785 ustanovil Karel III., prvotno je bil kabinet naravoslovja. Pozneje so stavbo preuredili v nov kraljevi muzej slik in kipov, odprt za javnost leta 1819, z namenom prikazati umetniška dela španske krone. Danes z bližnjim muzejem Thyssen-Bornemisza in muzejem Museo Reina Sofía tvori tako imenovani zlati trikotnik umetnosti.
- Palača Belvedere habsburških monarhov na Dunaju so leta 1781 odprli z umetniško zbirko.[33]
- Muzej Teylers v Haarlemu (Nizozemska) ustanovljen leta 1778 in je najstarejši nizozemski muzej.
- Muzej Louvre v Parizu (Francija), tudi nekdanja kraljeva palača, je bil odprt za javnost leta 1793
- Brukenthalov narodni muzej, postavljen konec 18. stoletja v Sibiuju v Transilvaniji, Romunija, je bil nameščen v palači Samuela von Brukenthala - ki je bil habsburški guverner Transilvanije in je ustanovil svoje prve zbirke okoli leta 1790. Zbirke so bile uradno odprte javnosti leta 1817, s čimer je postal najstarejša tovrstna ustanova v Romuniji.
- Muzej Ameriškega filozofskega društva v Filadelfiji je iz leta 1743[34], in je najstarejši muzej v ZDA.
- Muzej v Charlestonu je bil ustanovljen leta 1773, s čimer je postal prvi muzej na jugu ZDA. Za javnost je bil odprt šele leta 1824.[35]

• Charles Willson Peale je leta 1786 ustanovil prvi ameriški javni muzej v dvorani neodvisnosti Filadelfije. Zaprl ga je do 1840-ih.
• Indijski muzej v Kalkuti, ustanovljen leta 1814, je najstarejši muzej v Indiji. Ima zbirko 102.646 artefaktov.

## Študij muzealstva
Muzealstvo se izvaja v svetu na različne načine, vendar je v razvitih državah cenjen poklic ter imajo tam študij dobro organiziran tudi na višjih in visokih šolah raznih fakultet, vse do diplomske stopnje in doktorata. Na Slovenskem tega še ni, zato se študij izvaja v okviru drugih predmetov kot so arheologija, zgodovina, zgodovina umetnosti, arhitektura, itd. Muzealstvo se tako na Slovenskem ne priznava kot poklic. Najbolj razvite države v muzealstvu so v Evropi Anglija, Nizozemska, Nemčija, najslabše razvite pa vse bivše socialistične države, razen Češke. Muzealstvo zahteva interdisciplinarnost, ker gre za znanja iz raznih področij družboslovja, tehnologije, gradbeništva in umetnosti. Dobro izšolani muzealci so nujni za pravilno vodenje muzejev, kateri so razmeroma drage ustanove. Londonski muzealci so npr. izračunali da stane vzdrževanje eksponata kot je svinčnik z vso evidenco, varovanjem, čiščenjem, birokracijo, muzej v Londonu 20 funtov letno. Zato bi morale manj bogate države razmisliti, kako bodo vzdrževale muzeje in narodno bogastvo. Veliko bolj bi morale podpirati tudi ljubiteljske zbiralce, kateri ustvarjajo zbirke z manj režije in jim nuditi strokovno in moralno podporo, včasih pa jih oprostiti tudi davka za kakšen objekt.
Muzeji se delijo na splošne in specialistične (ukvarjajo se z točno določenim delom zgodovine).

## Znameniti muzeji
- Britanski muzej v Londonu,
- Guggenheimov muzej v New Yorku,
- Kraljevi muzej lepih umetnosti v Antwerpnu,
- Muzej Louvre v Parizu,
- Muzej moderne umetnosti v Bilbau,
- Ermitaž v Sankt Peterburgu,
- Rijksmuzej v Amsterdamu,
- Van Goghov muzej v Amsterdamu,